# Abram Fjodorowitsch Joffe

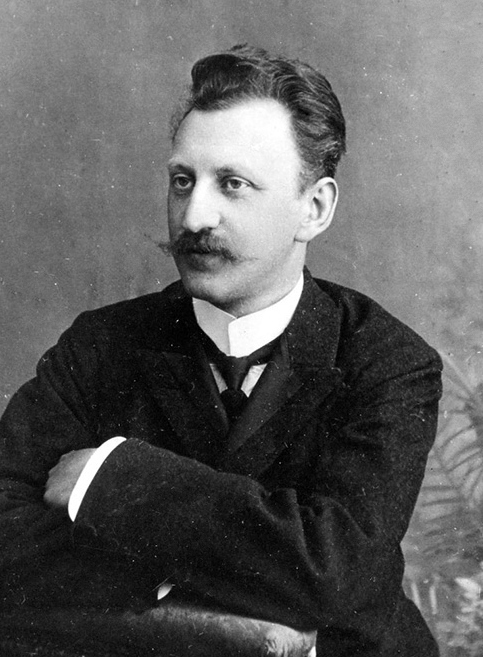
Abram Fjodorowitsch Joffe

Abram Fjodorowitsch Joffe (russisch Абрам Фёдорович Иоффе), auch Ioffe, oder Joffé; (* 17. Oktoberjul. / 29. Oktober 1880greg. in Romny, Gouvernement Poltawa, Russisches Kaiserreich, heute Oblast Sumy, Ukraine; † 14. Oktober 1960 in Leningrad) war ein sowjetischer Physiker. Er gilt als einer der Begründer der modernen Physik in Russland.

## Leben
Joffe, der Sohn eines Kaufmanns, studierte ab 1897 am Technologischen Institut in Sankt Petersburg. Nach dem Abschluss 1902 ging er nach Deutschland an die Ludwig-Maximilians-Universität München, um bis 1905 bei Wilhelm Conrad Röntgen zu studieren. 1905 promovierte er bei Röntgen summa cum laude, seine Dissertation trug den Titel Elastische Nachwirkung im kristallinischen Quarz. Er befasste sich auch mit dem photoelektrischen Effekt und der Ablenkung von Kathodenstrahlen (Elektronen) in Magnetfeldern (beides später Gegenstand seiner Magisterarbeit). Er war Assistent von Röntgen und erhielt von diesem ein Angebot in dessen Labor einzutreten, zog es aber vor, 1906 nach Sankt Petersburg zurückzukehren, wo er 1913 seine Magisterarbeit anfertigte und 1915 am Polytechnischen Institut den russischen Doktorgrad erwarb (Die elastischen und elektrischen Eigenschaften von Quarz). Er erhielt 1913 eine Professur am Polytechnikum (und 1914 auch an der Staatlichen Universität Sankt Petersburg) und begründete 1916 sein berühmtes physikalisches Seminar, an dem Physiker aus ganz Petrograd teilnahmen. 1919 gründete er die Fakultät für Physik und Mechanik am Polytechnischen Institut, deren Dekan er bis 1948 war. Er lehrte auch an anderen Instituten in Petrograd, an denen er teilweise selbst physikalische Abteilungen gründete. Er war an der Gründung des Röntgen- und Radiologischen Instituts beteiligt (1918), aus dessen Physik-Abteilung das Physikalisch-Technologische Institut (LPTI) Leningrad hervorging, das spätere Joffe-Institut (so benannt nach seinem Tod). Während des Zweiten Weltkriegs war er am Aufbau eines Radarsystems um Leningrad beteiligt. Er blieb Direktor des LPTI bis 1950, als er aufgrund der stalinistischen antisemitischen Kampagne aus dem Amt gedrängt wurde: Joffe war 1911 zum Lutheranischen Glauben konvertiert, um seine erste Frau heiraten zu können, wurde aber damals wegen seiner internationalen Kontakte des Kosmopolitismus verdächtigt. Zu seiner Entlassung trug bei, dass 1949 sein Mitarbeiter G. I. Latyschew den Stalinpreis erhielt für Arbeiten zur Gammastrahlung, die sich hinterher als gefälscht herausstellten. Joffe war dann 1952 bis 1954 Direktor des von ihm gegründeten Instituts für Halbleiterphysik der Sowjetischen Akademie der Wissenschaften. Auch in anderen Städten der Sowjetunion führte seine Initiative zur Gründung Physikalisch-Technischer Institute, in denen Laborarbeit und Lehre Hand in Hand gingen, so in Tomsk, Swerdlowsk, Charkow und Moskau (Institut für Chemische Physik der Akademie der Wissenschaften).

Joffes Arbeitsgebiet war die Festkörperphysik, vor allem Dielektrika und Physik von Kristallen. Er initiierte aber auch später Forschung zu Halbleitern (weswegen er auch als Vater der sowjetischen Halbleiterphysik bezeichnet wird) und in der Kernphysik (ab 1932, wobei er die Leitung der Abteilung Igor Kurtschatow anvertraute). In der experimentellen Festkörperphysik war er einer der führenden Wissenschaftler der Sowjetunion. 1924 entdeckte er die Erhöhung der Plastizität und Festigkeit von Ionenkristallen bei Einwirkung eines Lösungsmittels – heute als Joffe-Effekt bezeichnet. 1911 bestimmte er unabhängig von Robert Millikan die Elektronladung, mit einer ähnlichen experimentellen Methode wie Millikan, die Arbeit wurde aber erst 1913 veröffentlicht.

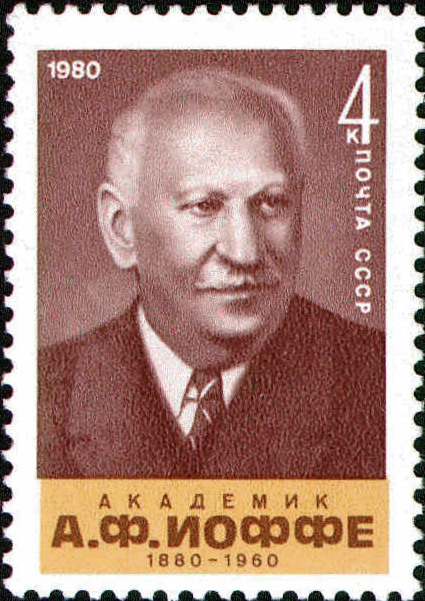
Abram Fjodorowitsch Joffe auf einer Briefmarke der Sowjetunion (1980)

Joffe galt Generationen von sowjetischen Physikern als Leitfigur, bekannt als Papa Joffe. Zu den Schülern Joffes gehören unter anderem Igor Kurtschatow (Leiter des sowjetischen Atombombenprojektes), Nikolai Nikolajewitsch Semjonow (Nobelpreis für Chemie 1956), Igor Tamm (Nobelpreis für Physik 1958), Isaak Kikoin, Lew Landau (Nobelpreis für Physik 1962), Pjotr Kapiza (Nobelpreis für Physik 1978), Lew Andrejewitsch Arzimowitsch, Juli Chariton, Abram Isaakowitsch Alichanow, Jakow Borissowitsch Seldowitsch, Jakow Frenkel und Schores Alfjorow (Nobelpreis für Physik 2000). Viele seiner Schüler waren am Atombomben- und Wasserstoffbombenprojekt in den 1950er Jahren beteiligt. Joffe wurde in den 1940er Jahren gefragt, ob er das Atombombenprojekt leiten wollte, er verzichtete aber aus Altersgründen und verwies auf seinen Schüler Kurtschatow.
Joffe war seit 1918 korrespondierendes und seit 1920 volles Mitglied der Sowjetischen Akademie der Wissenschaften, deren Vizepräsident er 1926 bis 1929 und 1942 bis 1945 war. 1926 wurde er Fellow der American Physical Society.
Seit 1928 war Joffe korrespondierendes Mitglied der Preußischen Akademie der Wissenschaften, aus der er jedoch nach der Pogromnacht 1938 mit Schreiben vom 15. November 1938 austrat. Ein Treffen mit Robert Rompe führte 1956 zu einer Erneuerung der Mitgliedschaft in der Deutschen Akademie der Wissenschaften zu Berlin.
Er war seit 1958 Mitglied der Leopoldina. 1929 wurde er Ehren-Mitglied der American Academy of Arts and Sciences, 1958 der National Academy of Sciences of India und 1959 Mitglied der Accademia dei Lincei. Er war Ehrendoktor der University of California (1927), der Universität Paris (1946) und der Universität Bukarest (1948).
Ein sowjetisches Forschungsschiff (Akademik Ioffe), der Mondkrater Ioffe, der Asteroid (5222) Ioffe und eine Straße im Forschungs- und Technologiepark WISTA in Berlin-Adlershof sind nach ihm benannt. Ein geplantes deutsch-russisches Forschungsinstitut, an dem unter anderem an Beschleunigertechnologie gearbeitet werden soll, wird nach Röntgen und Joffe benannt (2011).

## Schriften
- Begegnungen mit Physikern. Teubner 1967 (zuerst russisch 1962).
- Mein Leben und Werk. (russisch, Autobiographie), Moskau, Leningrad 1933.
- Grundlegende Konzepte der modernen Physik. (russisch), Moskau, Leningrad 1949.
- Vorlesungen über Molekulare Physik. (russisch), Petrograd 1919.
- Physik Kurs. (russisch), Moskau, Leningrad 1927.
- Physik der Halbleiter. Akademie Verlag, Berlin 1960 (zuerst russisch 1954, 2. Auflage 1957).
- Halbleiter in der modernen Physik. (russisch), Moskau, Leningrad 1954.
- Halbleiter und ihre Anwendung. (russisch), Moskau, Leningrad 1956.
- Halbleiter-Thermoelemente. Akademie Verlag 1957.
- The physics of crystals. McGraw Hill 1928.
- mit Röntgen Elektrizitätsdurchgang durch Kristalle. Annalen der Physik, 4. Folge, Band 72, 1923, S. 461–500.
- Sur la distribution spectrale de l’effet photoélectriquc dans l’oxyde cuivreux. Paris 1934.
- Semi-conducteurs electriques. Paris 1935.